# Allan Hugh MacDonald
Allan Hugh MacDonald Antigonish, Nova Escócia, 1 de dezembro de 1951) é um físico canadense, especialista em física do estado sólido.
Recebeu o Prêmio Oliver E. Buckley de Matéria Condensada de 2007. É fellow da American Physical Society.
MacDonald estudou na Universidade de São Francisco Xavier Antigonish, onde obteve o bacharelado em 1973, e na Universidade de Toronto, com um mestrado em 1974 e um doutorado em física em 1978, com a tese On a relativistic density functional formation. De 1987 a 2000 foi professor na Indiana University Bloomington, sendo desde 2000 professor da Universidade do Texas em Austin (Sid W. Richardson Professor).
Em 2005 foi eleito membro da Academia de Artes e Ciências dos Estados Unidos, e em 2010 da Academia Nacional de Ciências dos Estados Unidos. Recebeu o Prêmio Wolf de Física de 2020.

## Obras
- Editor: Quantum Hall Effect. A Perspective. Kluwer 1989
- Introduction to the physics of the Quantum Hall Regime, IUCM 1994